# إسماعيل باشا العياشي
إسماعيل باشا العياشي (بالتركية: Nişancı İsmail Paşa)‏ كان الصدر الأعظم للدولة العثمانية في الفترة ما بين 2 مارس 1688 حتى 2 مايو 1688. تُوفي في أبريل 1690 بجزيرة رودس.